# Mleczaj rydz

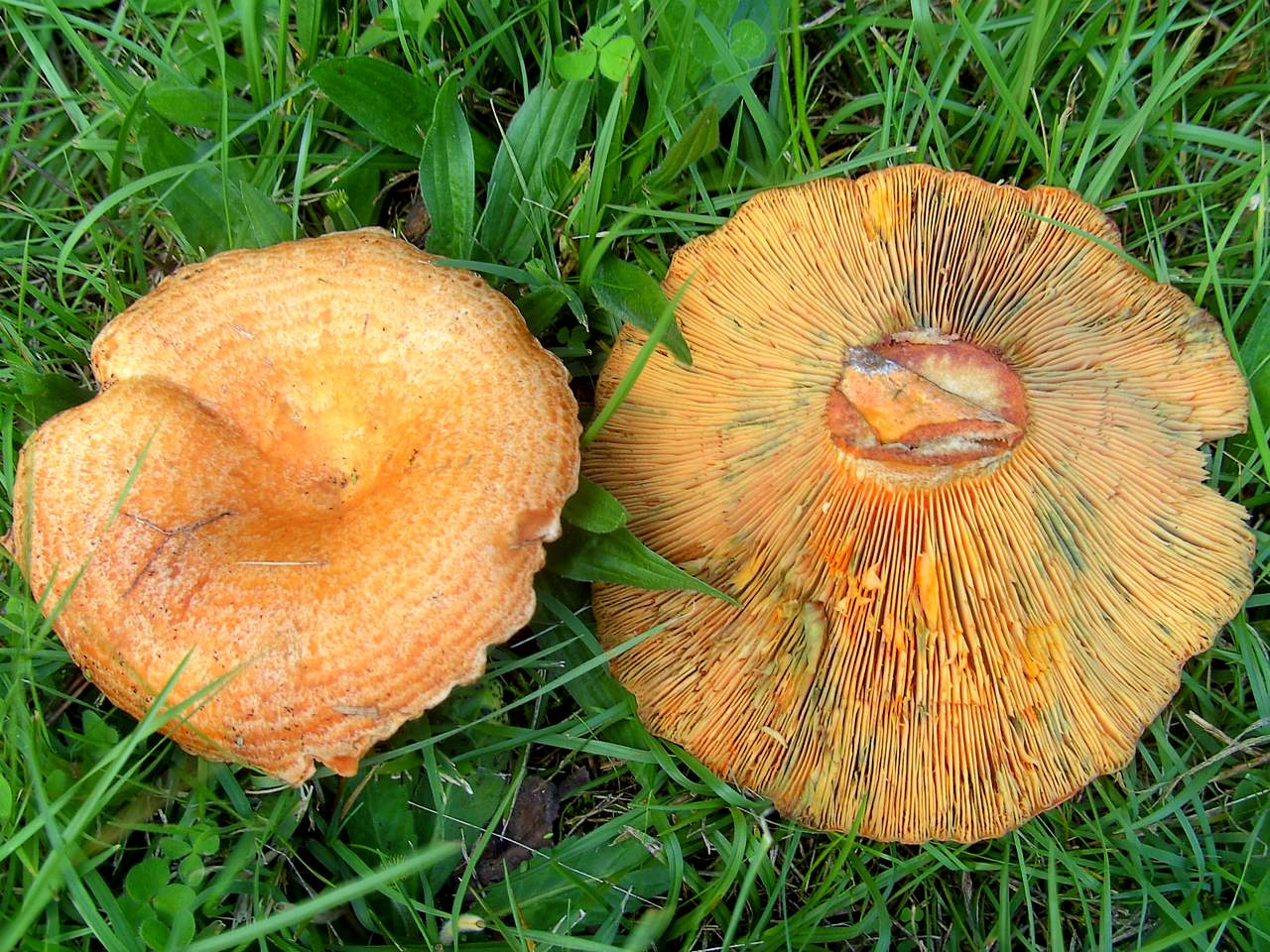
Cecha charakterystyczna dla rydza: mleczko zieleniejące po uszkodzeniu

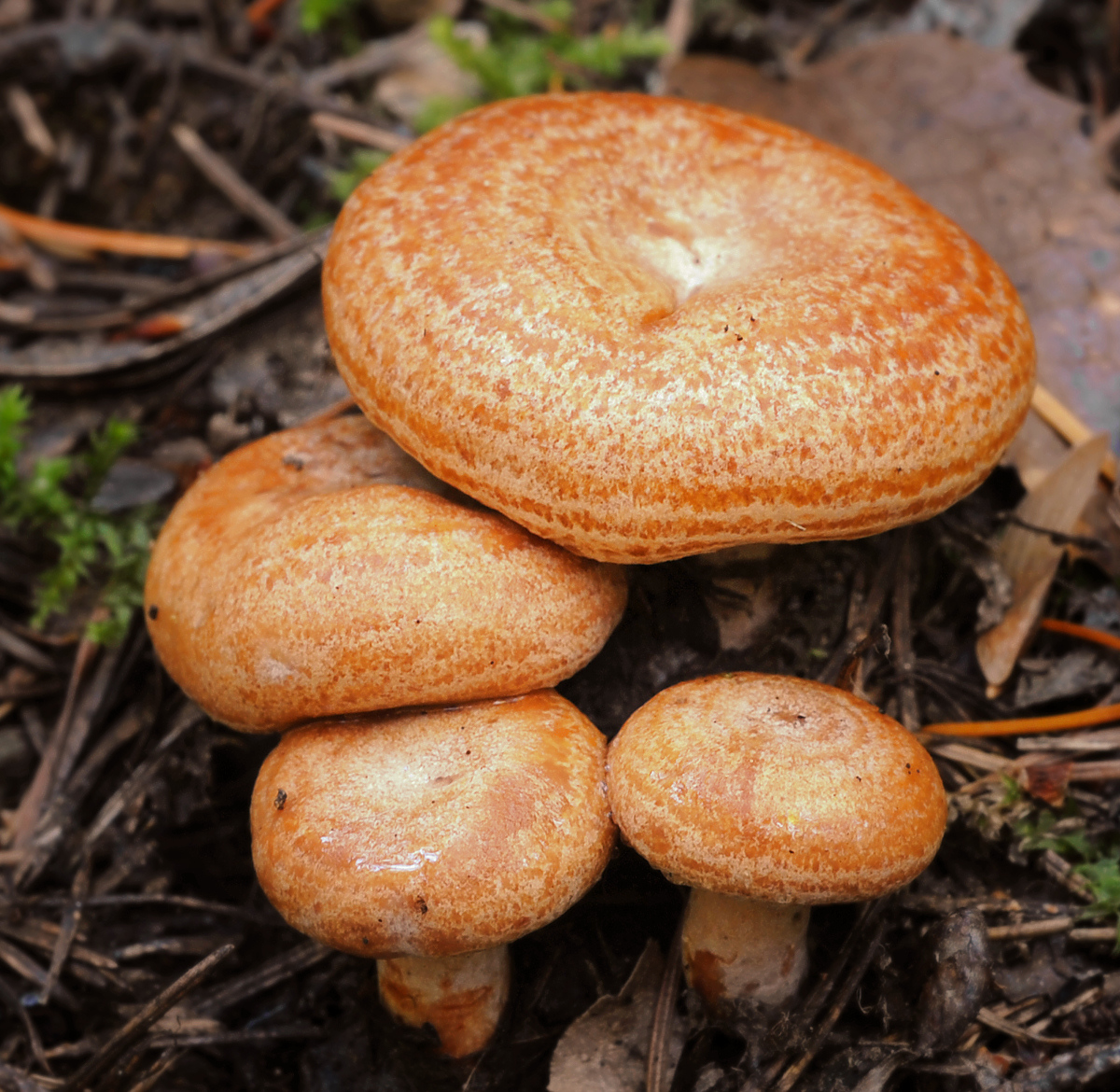
Charakterystyczne dla rydza prążkowanie kapelusza

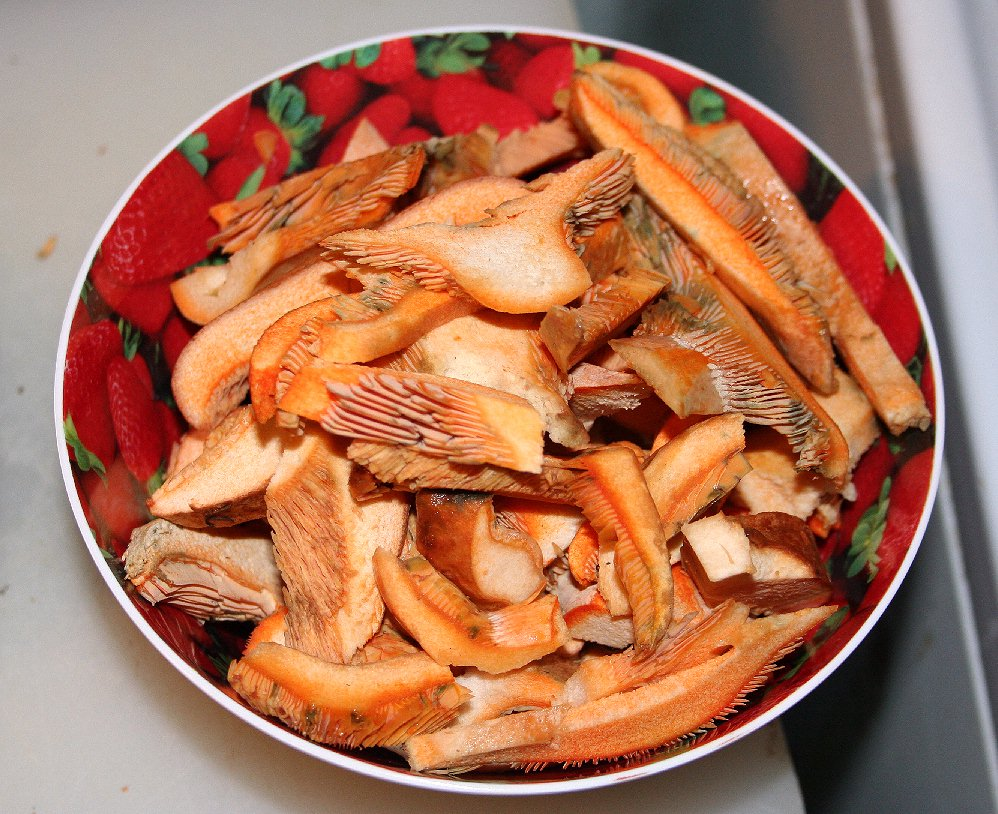
Mleczaj rydz przygotowany do przyrządzenia

Mleczaj rydz, rydz (Lactarius deliciosus (L.) Pers.) – gatunek grzybów należący do rodziny gołąbkowatych (Russulaceae).

## Systematyka i nazewnictwo
Zgodnie z zasadami nomenklatury botanicznej (dotyczącej także grzybów) przyjęto, że gatunek ten został poprawnie zdiagnozowany taksonomicznie po raz pierwszy przez Karola Linneusza (jako Agaricus deliciosus) w „Species Plantarum” z 1753 r. Do rodzaju Lactarius został przeniesiony przez Samuela Graya w „A Natural Arrangement of British Plants” w 1821 r. i zatwierdzony przez Eliasa Friesa.
Synonimów naukowych ma ok. 30. Niektóre z nich.
- Agaricus deliciosus L. 1753
- Galorrheus deliciosus (L.) P. Kumm. 1871
- Lactifluus deliciosus (L.) Kuntze 1891

Polską nazwę podał Franciszek Błoński w 1889 r. W polskim piśmiennictwie mykologicznym gatunek ten ma też inne nazwy: bedłka rydz, rydz prawdziwy. Przez grzybiarzy nazywany jest po prostu rydzem, ale ma też inne regionalne nazwy: rydz pański, rydzyk, rydzek, rycek, ryżyk, ryżok.

## Morfologia
Kapelusz
Średnicy 4–12 cm, barwy cielistoczerwonawej lub w różnych odcieniach pomarańczowej, czasami z domieszką zieleni. Powierzchnia koncentrycznie strefowana, czasami jamkowato-plamista. U młodych owocników pokrój kapelusza jest wypukły, dojrzewający wklęsły, z płytkim wgłębieniem na środku, u starych okazów lejkowaty, długo z podwiniętymi brzegami. Pokryty śluzowatą przy dużej wilgotności powietrza skórką.
Hymenofor
Blaszkowy, blaszki barwy pomarańczowożółtawej, podobnej jak kapelusza, o różnej długości (mieszane), prosto przyrośnięte lub lekko zbiegające na trzon, cienkie i kruche. Po uszkodzeniu wybarwiają się lekko zielonawo.
Trzon
Długości 3–7 cm i 1–2,5 cm średnicy, barwy kapelusza lub jaśniejszy, z ciemniejszymi jamkowatymi plamkami (poza tym gładki), przesiąknięty mleczkiem. Cylindryczny, początkowo pełny, potem pusty, przy podstawie zwężony.
Miąższ
Zbudowany z kulistawych komórek, które powodują jego specyficzną kruchość i nieregularny przełam. Barwy bladopomarańczowej, zwarty, u dojrzałych owocników kruchy, przesiąknięty jaskrawopomarańczowym mleczkiem. Ma lekko gorzkawy, cierpki smak i słodkawą, owocową woń.
Mleczko
Pomarańczowe, nie zmienia barwy na powietrzu, ulega tylko powolnemu rozjaśnieniu lub pociemnieniu. W smaku jest łagodne, zostawia jednak gorzki posmak.
Cechy mikroskopowe
Wysyp zarodników jasnoochrowy. Zarodniki szerokoowalne o rozmiarach 7,1–9,1 × 6–7,5 μm. Na powierzchni posiadają brodawki połączone siateczką łączników o różnej grubości. Podstawki mają rozmiar 36–45 × 4,5–7 μm. Wąskowrzecionowate cystydy występują nielicznie i niemal nie wystają ponad hymenium.
Gatunki podobne:
Najbardziej charakterystycznymi cechami mleczaja rydza są: występowanie pod sosnami, wyraźne prążkowanie kapelusza i zieleniejące mleczko i miąższ po uszkodzeniu. Wśród grzybów o morfologicznie zbliżonych owocnikach wymienia się następujące gatunki:
- mleczaj świerkowy (L. deterrimus), występujący wyłącznie pod świerkami (Picea sp.), o mleczku po ok. 30 min. przebarwiającym się czerwonofioletowo;
- mleczaj jodłowy (L. salmonicolor), występujący pod jodłami (Abies sp.) i jedlicami (Pseudotsuga sp.). Nigdy nie zielenieje po uszkodzeniu;
- mleczaj zmienny (L. semisanguifluus), o bardziej oliwkowozielonym kapeluszu, o mleczku przebarwiającym się winnoczerwono przy wysychaniu;
- mleczaj czerwieniejący (L. sanguifluus), o mleczku winnoczerwonym i podobnie lekko zabarwionymi blaszkami;
- mleczaj modrzewiowy (L. porninsis), występujący wyłącznie pod modrzewiami (Larix sp.), o białym mleczku.

Przez grzybiarzy gatunki te zazwyczaj są nierozróżniane; rozróżnienie ich tylko na podstawie wyglądu jest bardzo trudne, a czasami niemożliwe. Należy brać pod uwagę jeszcze inne cechy; miejsce występowania, kolor mleczka i zmianę koloru miąższu po uszkodzeniu. Z punktu widzenia grzybiarzy rozróżnienie gatunków nie jest bardzo istotne; gatunki te są bowiem jadalne, chociaż dość znacznie różnią się smakiem. Jedynie mleczaj modrzewiowy jest lekko trujący.
Bardzo podobny do mleczaja rydza jest mleczaj wełnianka (L. torminosus), który w większości krajów Europy uważany jest za grzyb trujący. Różni się obecnością włosków i piekącym smakiem oraz białym mleczkiem.

## Występowanie i siedlisko
Jest szeroko rozprzestrzeniony na całej półkuli północnej na obszarach o klimacie umiarkowanym. Występuje także w Australii. W Polsce jest pospolity.
Naziemny grzyb mykoryzowy. Rośnie na ziemi w lasach i młodnikach iglastych, na piaszczystych glebach. Tworzy ektomykoryzę z sosnami (Pinus sp.). W Polsce pojawia się od sierpnia do listopada.

## Znaczenie
Kulinarne
Grzyb jadalny. Owocniki mleczaja rydza są jadalne, określane jako „wysoko cenione”, „wyborne”. Mleczaj rydz jest najsmaczniejszym wśród kilku podobnych gatunków „rydzy”. Podczas przyrządzania cierpki posmak owocników znika. Często używa się ich do marynowania w occie, gdyż przy takim przyrządzeniu nabierają korzennego smaku. Mogą być również konserwowane soleniem, nadają się do panierowania, smażenia i do zupy, a w niektórych krajach są kiszone. Według niektórych autorów nie nadają się do suszenia, według innych suszyć można wszystkie grzyby o niezbyt miękkim i niezbyt soczystym owocniku. Wadą rydzy jest ich wrażliwość na uszkodzenia podczas transportu i podatność na robaczywienie.
Medycyna
Z owocników wyizolowano związki seskwiterpenowe o nazwie laktarowiolina, laktarazulen i laktarofulwen. Laktarowiolina wykazuje działanie antybiotyczne w stosunku np. do prątka gruźlicy i pałeczki duru brzusznego.
Filatelistyka
Poczta Polska wyemitowała 8 maja 1959 r. znaczek pocztowy przedstawiający mleczaja rydza, o nominale 60 gr, w serii Grzyby Polski. Wydrukowano 10 521 600 sztuk, techniką rotograwiury, na papierze niepowlekanym. Znaczek był ząbkowany i miał formę trójkątną. Autorem projektu znaczka był Czesław Borowczyk. Cała seria pozostawała w obiegu do 31 grudnia 1994 roku.